# Șerban Cantemir
Șerban Dimitrievici Cantemir (n. anii 1700, Moldova – d. 1780, Moscova, Imperiul Rus) a fost un ofițer militar rus, fiul domnitorului Dimitrie Cantemir. 